# ادینبرو آو د سون سیز
ادینبرو آو د سون سیز (به انگلیسی: Edinburgh of the Seven Seas) یک منطقهٔ مسکونی در بریتانیا است که در تریستان دا کونا واقع شده‌است. ادینبرو آو د سون سیز ۲۶۸ نفر جمعیت دارد.

## نگارخانه

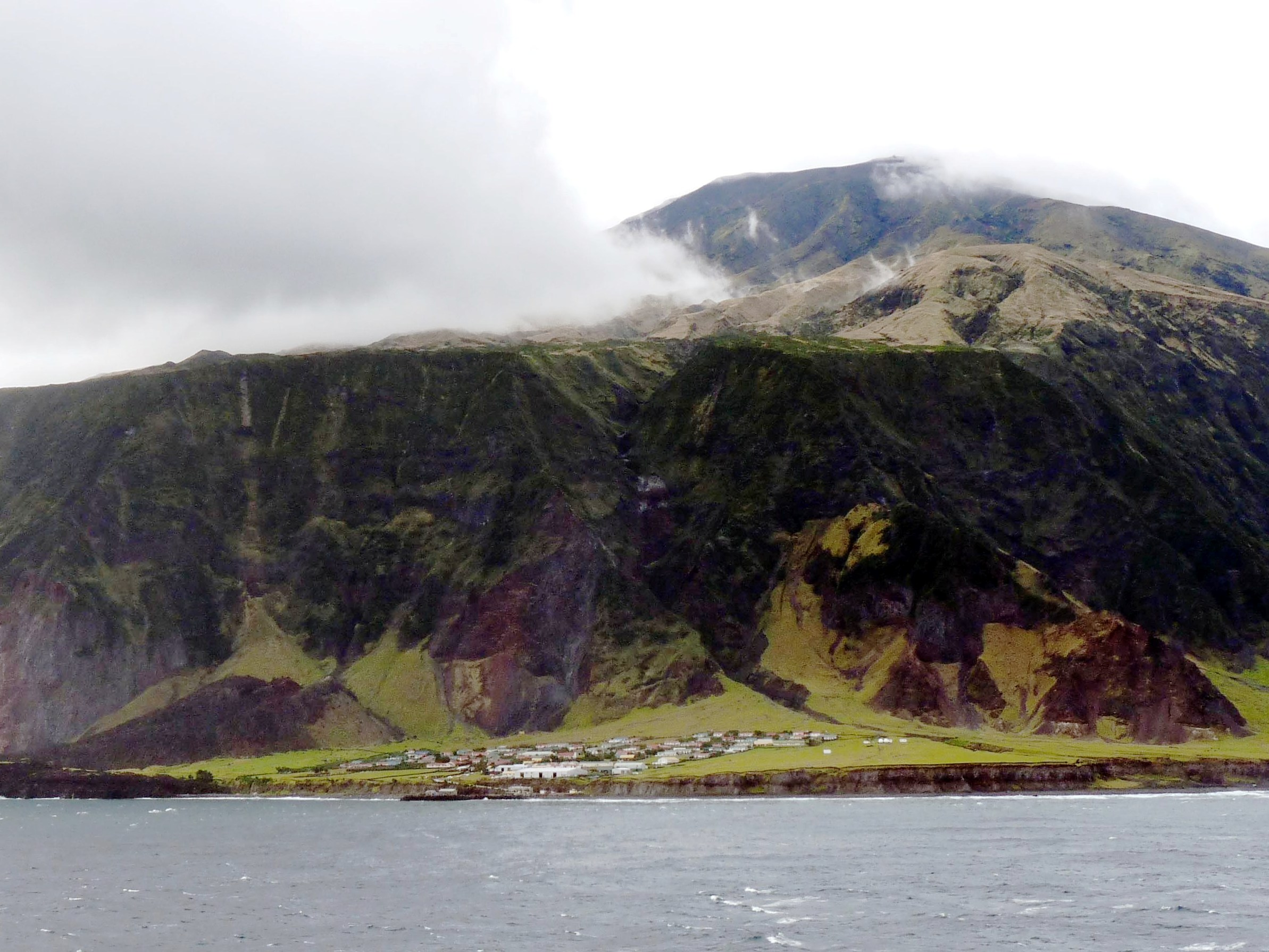
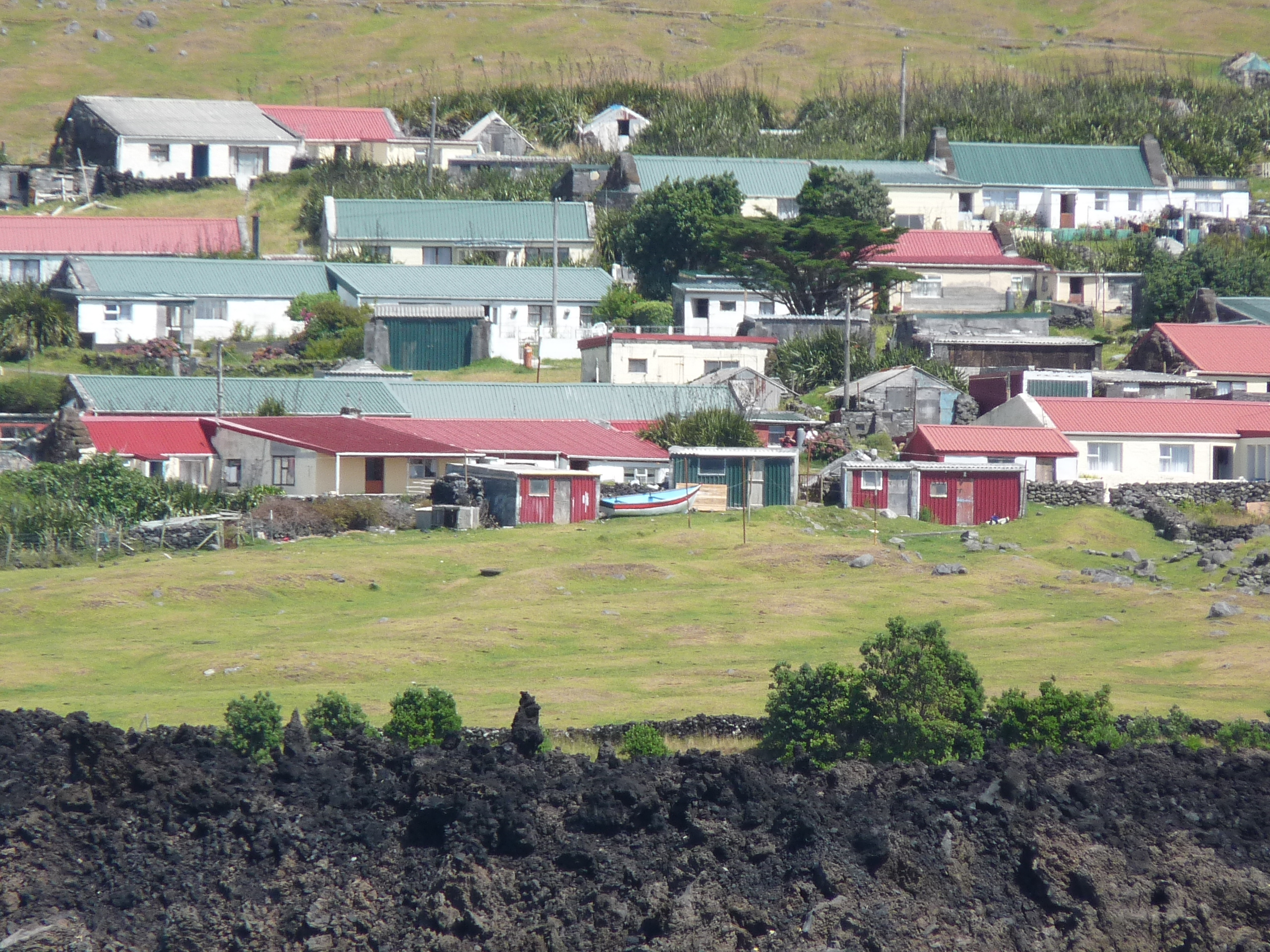
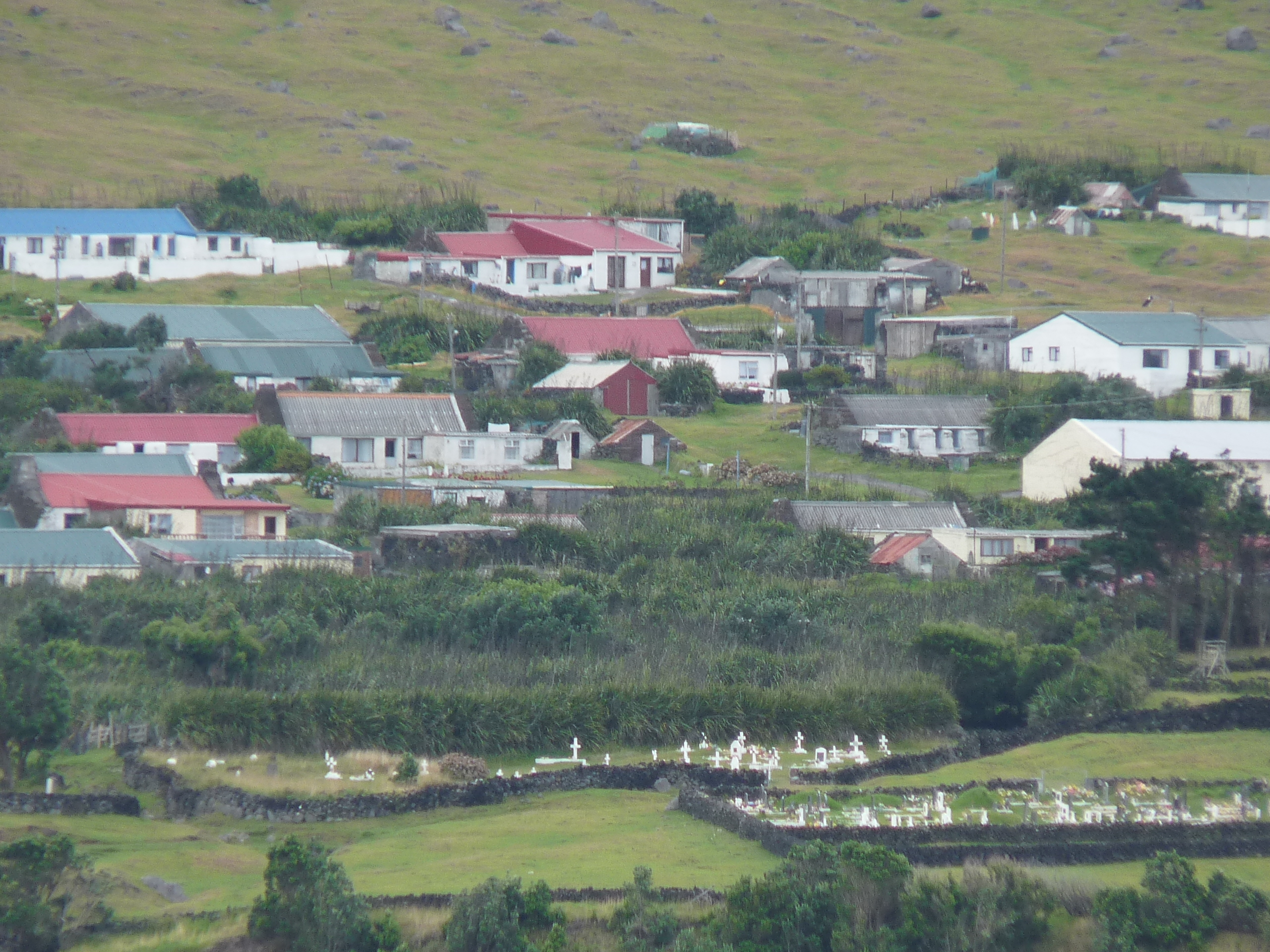